# Blitz de Sheffield
Seconde Guerre mondiale
Batailles
Front d'Europe de l'Ouest
- Campagnes du Danemark et de Norvège
- Bataille de France
- Bataille de Belgique
- Bataille des Pays-Bas
- Bataille d'Angleterre
- Blitz
- Opération Myrmidon
- Opération Ambassador
- Raid de Dieppe
- Sabordage de la flotte française à Toulon
- Bataille aérienne de Berlin
- Bataille de Normandie
- Débarquement de Provence
- Libération de la France
- Campagne de la ligne Siegfried
- Bataille du Benelux
- Poche de Breskens
- Bataille des Vosges (Bruyères)
- Bataille des Ardennes
- Bataille de Saint-Vith
- Siège de Bastogne
- Opération Bodenplatte
- Opération Nordwind
- Campagne de Lorraine
- Bataille d'Alsace (Forêt de la Hardt, Poche de Colmar Jebsheim)
- Campagne d'Allemagne
- Raid de Granville
- Libération d'Arnhem
- Bataille de Groningue
- Insurrection géorgienne du Texel
- Bataille de Slivice
- Capitulation allemande

Front d’Europe de l’Est

Campagnes d'Afrique, du Moyen-Orient et de Méditerranée

Bataille de l’Atlantique

Guerre du Pacifique

Guerre sino-japonaise

Théâtre américain
Le Blitz de Sheffield est le nom donné aux bombardements aériens de la Luftwaffe allemande sur la ville de Sheffield, en Angleterre, pendant la Seconde Guerre mondiale. Il s'est déroulé dans la nuit du 12 au 15 décembre 1940.

## Contexte
En 1940, Sheffield compte environ 560 000 habitants et compte principalement des industries axées sur la sidérurgie et l'armement. L’aciérie de Hadfields est le seul lieu du Royaume-Uni où l’on fabrique des obus perforants de 45 cm. La plupart des entreprises se trouvent dans la partie orientale de la ville, à proximité du fleuve Don. Des documents saisis à la fin de la guerre indiquent que les objectifs des bombardements englobent les aciéries Atlas, Brown Bayley, Meadowhall Iron Works, River Don Works, Darnall Wagon Works, Tinsley Park Collieries, East Hecla Works et Orgreave Coke Ovens.
La pleine lune a lieu le 14 décembre 1940, et les deux nuits consécutives du Blitz sont froides et claires.
Le code allemand pour l'opération allemande est Schmelztiegel (soit « Creuset » en français).

### Raid du 12 décembre

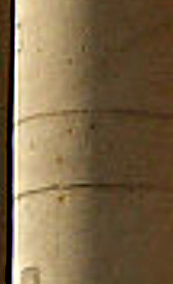
Dégâts causés par des éclats d'obus sur les piliers de l'hôtel de ville de Sheffield

Dans l'après-midi du jeudi 12 décembre, les stations de surveillance britanniques détectent des faisceaux radio X Verfahren  (quelquefois appelés X-Gerät) dans le nord de l'Angleterre et calculent que la cible probable du raid à venir sera Sheffield.

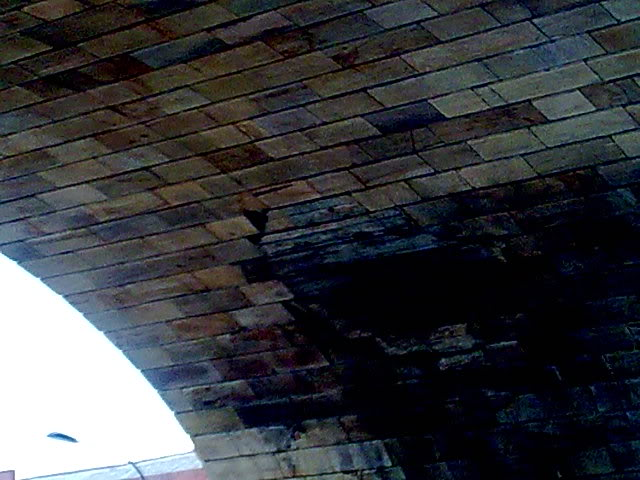
Patchwork sur les arches en osier recouvrant un trou de bombe non explosé.

L'alerte jaune est reçue à 18h15, suivie de l'alerte violette à 18h45. L'alerte rouge est déclenchée à 19h00. L'attaque est menée par trois groupes principaux d'avions en provenance d'aérodromes du nord de la France, y compris Cambrai. Treize Heinkel He 111 du Kampfgruppe 100, unité allemande éclaireuse, arrivent au-dessus de la ville à 19 h 41 et larguent 16 bombes explosives SC50, 1 009 bombes incendiaires B1 E1 ZA et 10 080 bombes incendiaires B1 E1. Les premières bombes incendiaires sont larguées sur les banlieues de Norton Lees et Gleadless.
Le premier groupe principal est composé de trois vagues de 36 Junkers Ju 88 et de 29 Heinkel He 111. Le deuxième est composé de 23 Junkers Ju 88, 74 Heinkel He 111 et sept Dornier Do 17. Enfin, le dernier rassemble 63 Junkers Ju 88 et 35 Heinkel He 111, soit un total de 280 avions. Vers 21h30, une ligne de bombes tomba sur Campo Lane et Vicar Lane, démolissant l'extrémité ouest de la cathédrale. Vers 22 h 50, une bombe de 500 kg tombe sur les bâtiments C&A et Burtons situés en face de l'hôtel Marples, sur Fitzalan Square, et les détruit. À 23 h 44, l'hôtel Marples lui-même est touché de plein fouet. Le bilan de cet incident s'élève à 78 morts, ce qui représente la plus grande perte de vies humaines dans les bombardements. Les archives municipales de Sheffield conservent les investigations menées par la police afin que chaque personne soit identifié. Les corps sont retrouvées plus tard dans la cave, une grande structure en béton avec des sols et des murs profonds, située sous la chaussée avoisinant le bâtiment Marples. La majorité des bombes de cette nuit sont tombées sur le centre-ville ou des quartiers résidentiels, les dernières bombes sont tombées à 4 heures du matin.

### Raid du 15 décembre
La deuxième nuit du Blitz voit la première utilisation d'une nouvelle politique allemande pour leurs éclaireurs. Les bombes explosives sont remplacées par des bombes incendiaires. Cette nuit-là, la force d'éclaireurs est composée de seize Heinkel 111, qui largue 11 520 bombes incendiaires B1 E1 entre 19h00 et 19h50. Les quinze grands incendies et les nombreux petits incendies allumés sont visibles à 150 km de distance.
Le raid principal est mené par 50 Heinkel 111 et 11 Dornier 17, et se termine à 22h15. De nombreuses aciéries sont touchées, notamment Hadfields, Brown Bayleys and Steel, Peech and Tozer Ltd, bien que les dommages ne soient pas suffisamment graves pour affecter la production.

### Conséquences
Au total, plus de 660 personnes sont tuées, 1 500 blessées et 40 000 habitants se retrouvent sans abri. 3 000 maisons sont détruites et 3 000 autres gravement endommagées. Au total, 78 000 maisons sont endommagées. Six médailles de George sont décernées à des citoyens de Sheffield pour leur bravoure pendant les raids. 134 victimes des raids sont enterrées dans une fosse commune du cimetière de City Road.
Le roi George VI et la reine Elizabeth visitent la ville peu après les raids pour inspecter les dégâts et remonter le moral des survivants. Le Premier ministre Winston Churchill visite également la ville bombardée, s'adressant par haut-parleurs à une foule de 20 000 personnes sur la place de l'hôtel de ville et faisant son signe caractéristique « V » pour « Victoire ».

## Pièce de théâtre
Operation Crucible, une pièce de Kieran Knowles sur le Blitz de Sheffield, est jouée à Londres, à Sheffield et à New York,,,,.